# Anton Anton
Anton Anton, né le 22 décembre 1949 à Timișoara, est un homme politique roumain, membre de l'Alliance des libéraux et démocrates (ALDE). Il est ministre de l'Énergie de janvier 2018 à août 2019.